# Сан Донато (Таранто)
Сан Донато (итал. San Donato) је насеље у Италији у округу Таранто, региону Апулија.
Према процени из 2011. у насељу је живело 133 становника. Насеље се налази на надморској висини од 21 м.